# Force aérienne roumaine
Les forces aériennes roumaines (en roumain : Forțele Aeriene Române) - nom hérité de l'époque du pacte de Varsovie, plus communément appelées « aviation militaire roumaine » (en roumain : Aviaţia militară română) sont la composante aérienne des forces armées roumaines.

## Histoire

### Historique de l'aéronautique roumaine
Avant la première Guerre mondiale, les ingénieurs Henri Coandă, Aurel Vlaicu et Traian Vuia réalisent des avions monoplans (Vuia I en 1905, Vuia II en 1907, Vlaicu I en 1910, Vlaicu II en 1911, Coandă 1910 et Vlaicu III en 1912) remarquables pour l'époque :
- le 18 mars 1906, Vuia teste son avion en France dans la plaine de Montesson, près de Paris : après une accélération sur cinquante mètres, il décolla à 1 mètre de hauteur sur une longueur d'environ douze mètres. Vuia réalisa aussi des vols à Issy-les-Moulineaux le 12 et le 19 août 1906 avec de meilleurs résultats : sur une longueur d'environ 25 mètres à près de 2,5 mètres de hauteur. Traian Vuia a aussi réalisé deux hélicoptères en 1918 et en 1922 ;

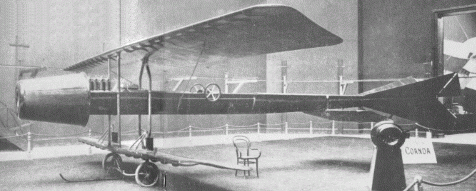
Le premier avion à réaction au deuxième Salon de l'aéronautique de 1910.

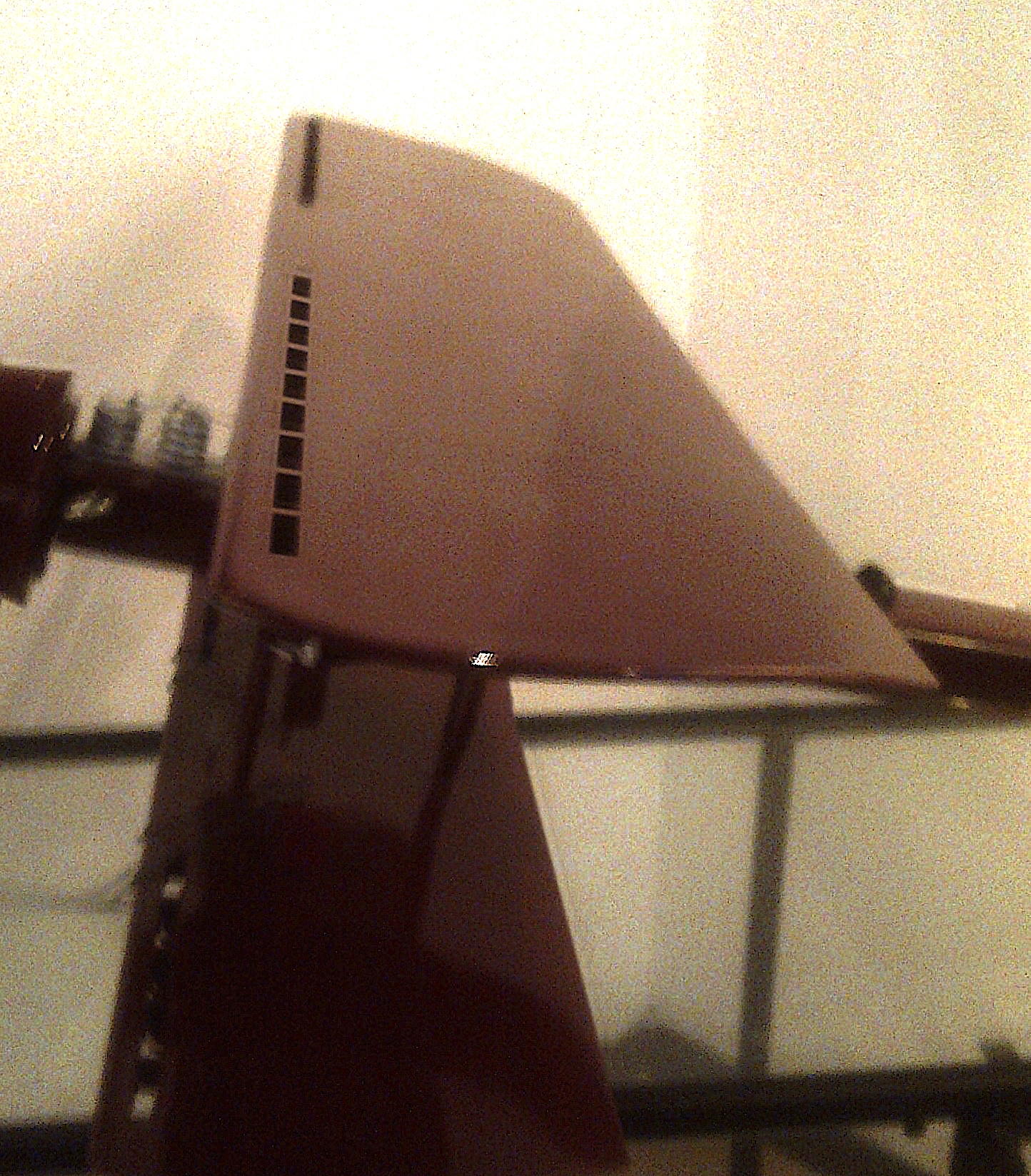
Bec à fente fixe de l'avion à réaction d'Henri Coandă, maquette à l'aéroport international de Bucarest.

- avec l'appui de l'ingénieur Gustave Eiffel et du savant Paul Painlevé, qui l'ont aidé à obtenir les autorisations nécessaires, Henri Coandă réalise le premier avion à réaction : le Coandă 1910 présenté en octobre 1910 au deuxième Salon de l'aéronautique : l'air était aspiré à l'avant par un compresseur, puis dirigé vers une chambre de combustion (une de chaque côté, à l'avant de l'appareil) qui fournissait la poussée. Le compresseur était alimenté en énergie par un moteur à piston classique (sur un réacteur moderne, le compresseur est alimenté par la turbine). Le premier vol à réaction a lieu à Issy-les-Moulineaux en 1911 à 1 mètre de hauteur sur une longueur d'environ trente mètres : de longues flammes sortant de la tuyère d'échappement, Coandă coupe immédiatement le moteur, or celui-ci a une inertie bien plus forte qu'un moteur à hélice : il continue un instant à délivrer une force propulsive, suffisante pour faire décoller l'avion (alors que ce n'était pas l'intention du pilote). Mais le moteur étant coupé, l'avion s'écrase plus loin en éjectant son pilote (indemne) ;
- en juin 1912, Vlaicu remporte au concours international d'aviation d’Aspern, Vienne, le Premier Prix pour avoir lancé un projectile au point de mire et le Deuxième Prix pour l'atterrissage au point fixe. Les avions qu'il a construits diffèrent des avions étrangers : le fuselage en forme de flèche, le volet de profondeur monté à l'avant, l'aile au profil variable. Le pilote a ainsi le champ visuel libre dans toutes les directions. En 1912-1913, il a conçu le Vlaicu III, le premier avion de construction métallique du monde.

Ces avions ne sont pas militaires, mais des pilotes formés en France s'en servent pour des missions d'observation durant la Deuxième guerre balkanique et la première Guerre mondiale. Le gouvernement roumain est conscient de l'importance de l'aviation et dans les années 1920, Elie Carafoli, ingénieur en aérodynamique et mécanique de l'avion, est l'un des fondateurs du constructeur aéronautique Industria Aeronautică Română situé à Brașov. Parmi ses réalisations on compte le profil d'aile à bord d'attaque allongé qui porte son nom ; les ailes à l'« envergure finie » et, plus tardivement, l'analogie hydrodynamique pour l'étude des ailes en régime supersonique. Il est aussi fondateur de l'école roumaine d'aérodynamique (ro).
Le constructeur aéronautique Industria Aeronautică Română commence à partir de 1927 à produire en série des avions de combat monoplans « IAR », comme le IAR-80 utilisé pendant la seconde Guerre mondiale, dont la conception est équivalente à la plupart des aéronefs contemporains comme les Hawker Hurricane et Supermarine Spitfire britanniques, le Bf 109E allemand, ou le Yakovlev Yak-1 soviétique. Le modèle le plus récent est le IAR-99 « Faucon » (Şoim) actuellement (2017) en service. Les usines IAR produisent également des hélicoptères et des avions de ligne civils,.

### Historique de la force aérienne roumaine
Le premier service aérien militaire est le Corpul Aeronauților en 1913, composé d'une division de dirigeable de campagne pour ballons captifs et d'une division volante avec pilotes, observateurs d'aéronefs et mécaniciens, le tout subordonné au génie militaire.
Durant la Seconde Guerre mondiale, l'aviation roumaine combattit sur le front de l'Est contre les soviétiques de 1941 à 1944 et défend son territoire contre les bombardements stratégiques alliés visant les champs pétrolifères. Elle met en ouvre la seule unité d'évacuation sanitaire entièrement féminine, l'Escadrille blanche. En 1944 et 1945, elle combat aux côtés de l'aviation soviétique contre la Luftwaffe en Transylvanie, Hongrie et Slovaquie.
Durant la guerre froide, la République populaire roumaine puis à partir de 1968 la République socialiste de Roumanie fait partie du Pacte de Varsovie. Sa force aérienne est équipée est majoritairement équipée d'aéronefs de conception soviétique.

## Aéronefs

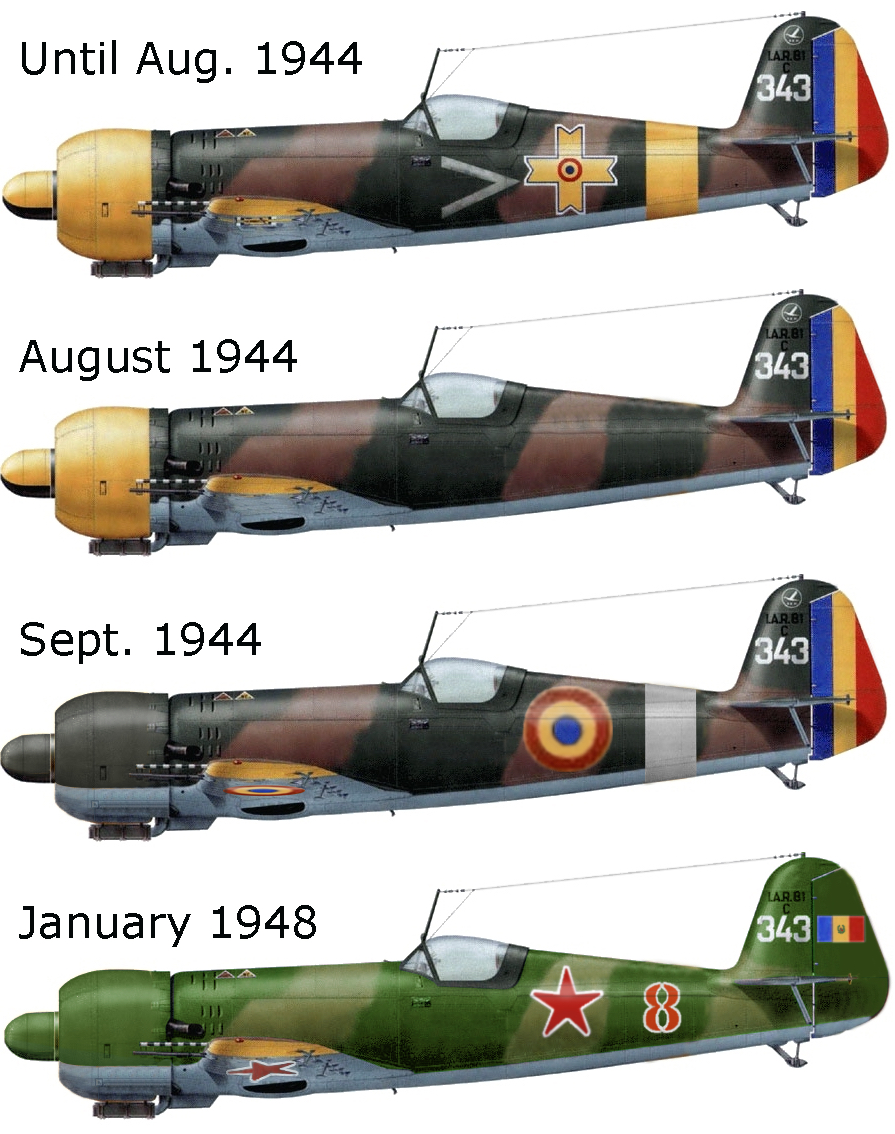
Livrées successives du chasseur IAR-80

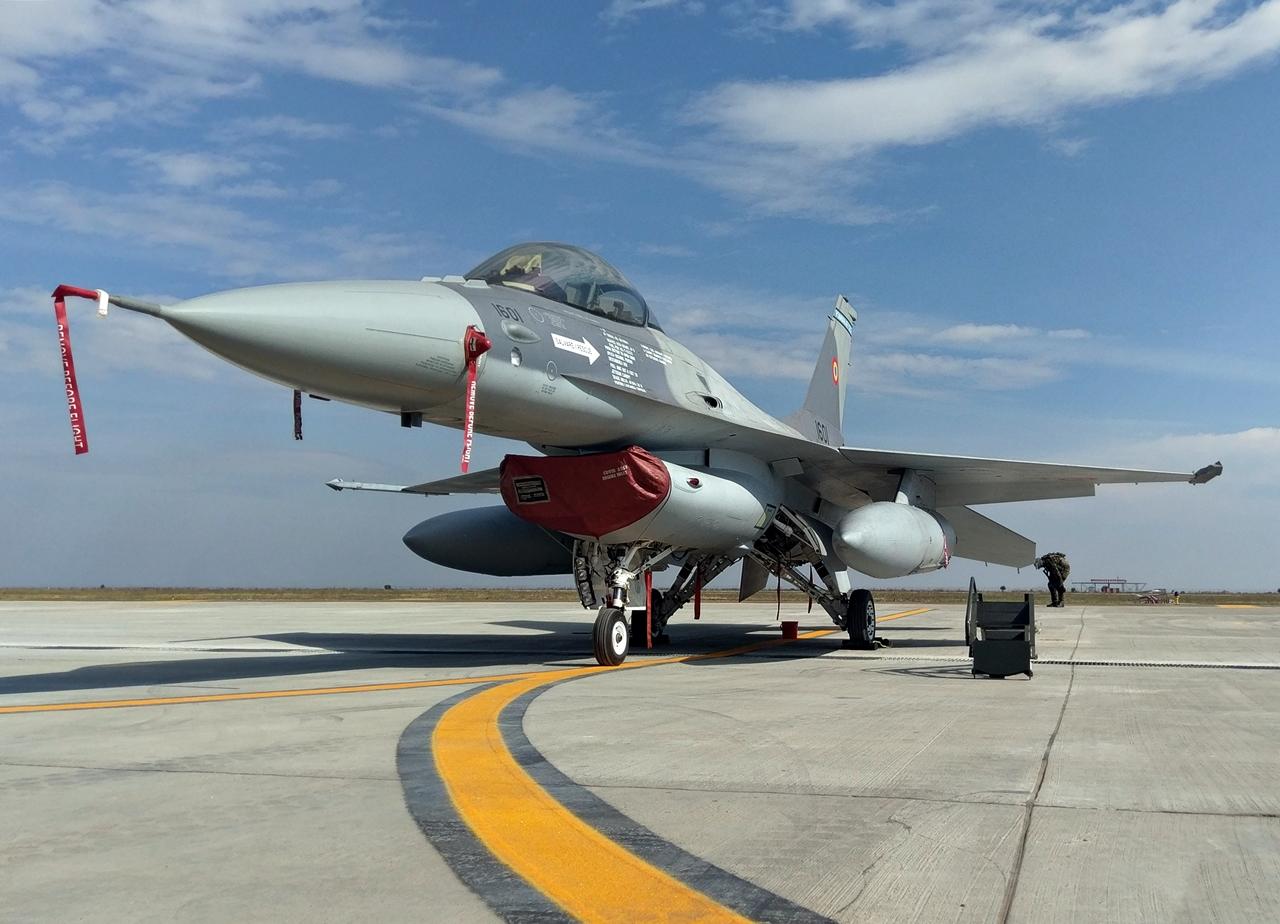
Un F-16C en service en Roumanie

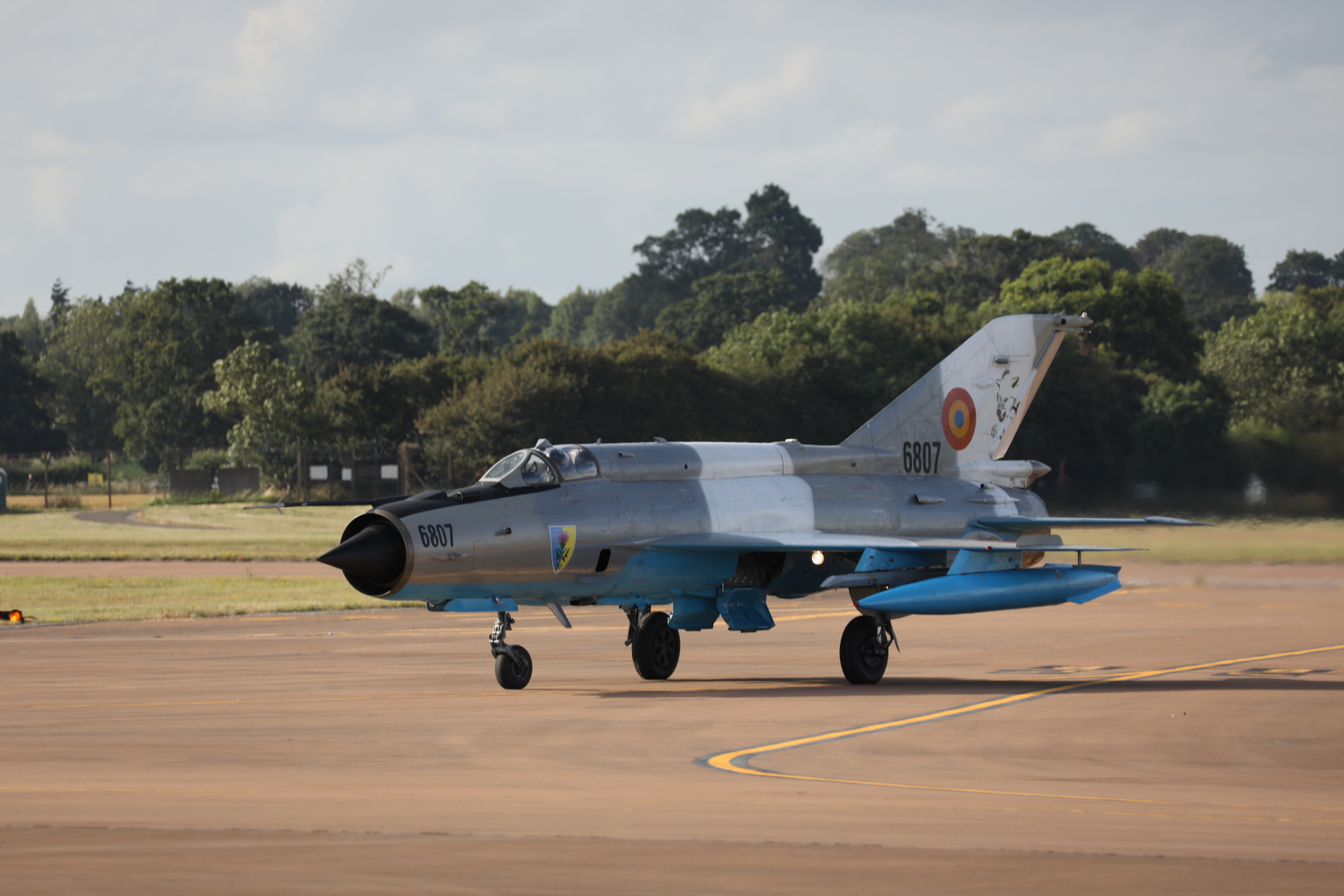
MIG-21 Lancer

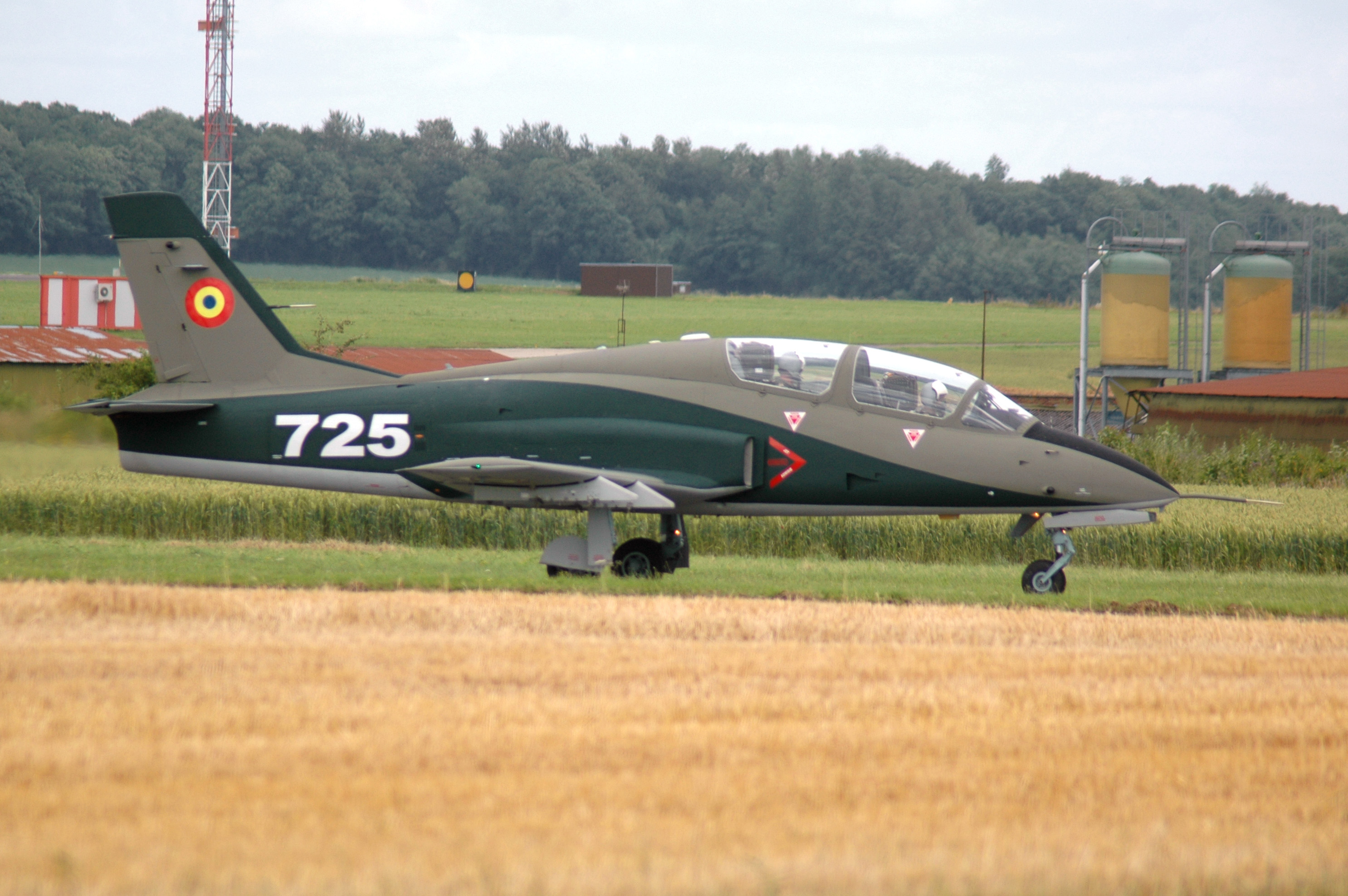
IAR-99 Șoim (« Faucon »)

Les appareils en service en 2024 sont les suivants :
| Aéronefs                        | Origine            | Type                          | En service      | Versions                 | Notes |
| Avion de chasse                 | Avion de chasse    | Avion de chasse               | Avion de chasse | Avion de chasse          | Avion de chasse                                                                                              |
| ------------------------------- | ------------------ | ----------------------------- | --------------- | ------------------------ | --- |
| Lockheed F-16 Fighting Falcon   | États-Unis         | Avion multirôle               | 20              | 16x F-16AM et 4x F-16BM. | 17 ex-portugais et 3 ex-norvégiens. Livrés fin septembre 2016. 5 ex-portugais commandés le 27 janvier 2020,. |
| Avion de transport              |                    |                               |                 |                          | |
| Lockheed C-130 Hercules         | États-Unis         | Avion de transport            | 8               | C-130H C-130B            | |
| Alenia C-27J Spartan            | Italie/ États-Unis | Avion de transport            | 7               |                          | |
| Antonov An-26                   | Union soviétique   | Avion de transport/utilitaire | 1               | version An-26A           | |
| Antonov An-30                   | Union soviétique   | Avion de transport/utilitaire | 2               | An-30                    | |
| Avion d'entraînement            |                    |                               |                 |                          | |
| Yakovlev Yak-52                 | Roumanie           | Avion d'entraînement          | 14              | Yak-52W/TW               | Produit localement sous licence                                                                              |
| IAR-99                          | Roumanie           | Avion d'entraînement          | 21              | IAR-99 IAR-99C Șoim      | |
| Hélicoptère                     |                    |                               |                 |                          | |
| Sud-Aviation SA316 Alouette III | France             | Hélicoptère utilitaire léger  | 7               | IAR-316B                 | Produits localement sous licence                                                                             |
| Sud-Aviation SA330 Puma         | France             | Hélicoptère de transport      | 57              | IAR-330L & 330S          | Produits localement sous licence                                                                             |

Le MiG-21 LanceR a été retiré le 15 mai 2023, ~ 20 alors en service.